# Ruiner Pinball
Ruiner Pinball is een computerspel dat werd ontwikkeld door High Voltage Software en uitgegeven door Atari Corporation. Het spel werd uitgebracht in 1995 voor de Atari Jaguar. Het spel is een flipperkast met het aanzicht van boven. De speler kan twee flipperkasten spelen, namelijk: Ruiner en Tower.

## Ontvangst
| Beoordeeld door                      | Datum             | Score |
| ------------------------------------ | ----------------- | ----- |
| The Video Game Critic                | 8 november 2002   | 91%   |
| Digital Press - Classic Video Games  | 17 september 2005 | 70%   |
| IMPLANTgames                         | 11 december 2010  | 60%   |
| GamePro (USA)                        | maart 1996        | 60%   |
| Video Games & Computer Entertainment | februari 1996     | 50%   |
| neXGam                               | 2005              | 49%   |
| Electric Playground                  | 5 januari 1996    | 40%   |
| Just Games Retro                     | 14 juni 2007      | 31%   |
| Game Zero                            | december 1995     | 30%   |